# 暁新世-始新世温暖化極大

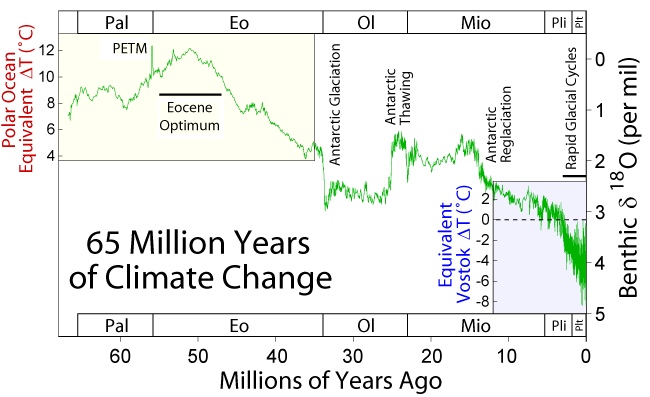
底生有孔虫のδ^{18}O値の変動。PETMが暁新世-始新世温暖化極大を指す。

暁新世-始新世温暖化極大（ぎょうしんせい-ししんせいおんだんかきょくだい）は、数千年あるいはそれ以下の短期間で進行したと推定されている、約5500万年前に起きた急速な全球的温暖化現象。新生代に発生した温暖化現象では史上最大規模のものである。全球の平均気温が5 - 9℃上昇したほか、炭素同位体比（δ13C）が大きく低下し、海洋の炭酸塩の溶解による海洋酸性化も発生した。また、この出来事は霊長類の進化史にも大きく影響したと見られている。

## 原因

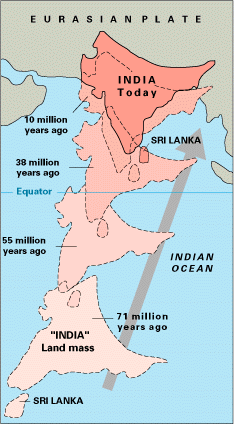
インド亜大陸の移動。ヒマラヤ山脈が形成された。

原因は、重い13Cに乏しい軽い炭素が大気・海洋に莫大に付加され、二酸化炭素による温室効果が働いたこととされている。この二酸化炭素の起源としては以下が考えられている。

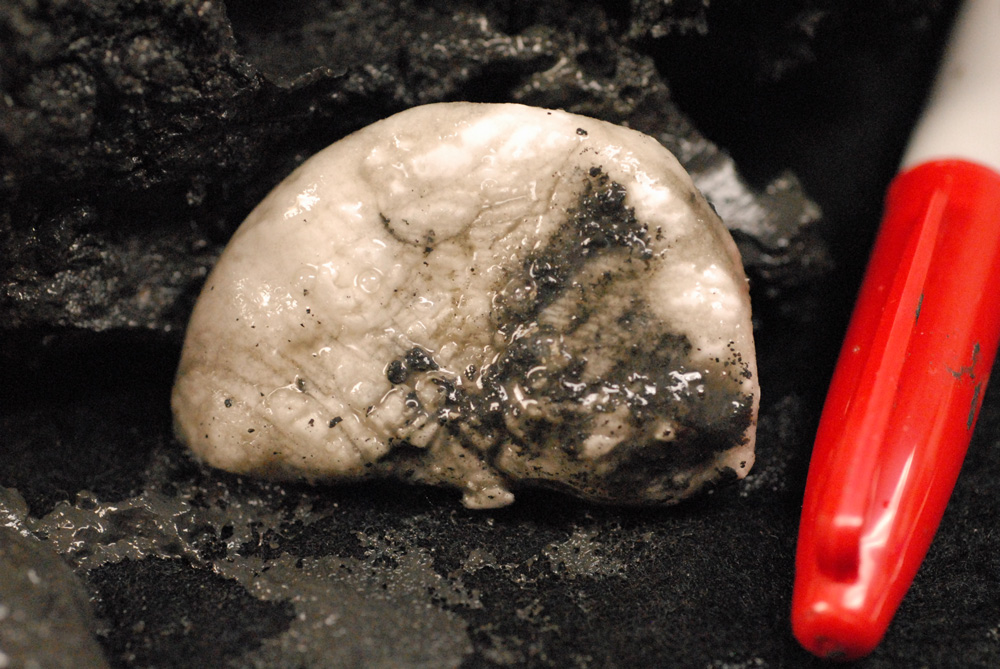
インド洋のメタンハイドレート

海底の表層付近に蓄積していたメタンやエタンの包接水和物の融解
底層水温の上昇による地温勾配の変化、海底の斜面崩壊による減圧、海水準低下に起因する静水圧低下などにより、メタンハイドレートをはじめとする炭化水素の包接水和物が融解したとする説。1100 - 2100ギガトンのメタン放出で2,3‰のCIE幅を説明できることから、温暖化極大に合致する説として広く支持されている。2004年2月にヘンリック・スベンセンらは、ノルウェー西部で発見された直径1 - 5キロメートル程度の噴出口800個近くを報告した。ボーリング調査の結果この穴の地層からメタンハイドレートに富む有機物層が発見されたことから、後述の火成活動説と併せ、メタンハイドレート説が強化されることになった。
一方、温暖化極大がなくとも暁新世末の海底水温は現在よりも5℃高温であったとする推定もあり、その場合は海底に蓄積したメタンハイドレートが現在よりも少なく、温暖化極大を説明するには不十分とも指摘されている。
北大西洋の火山活動に伴う有機物の熱分解
North Atlantic Igneous Province (en) と呼ばれる洪水玄武岩の起源となった火成活動に起源を求める説。NAIPは約6100万年前に第一の活動を終えていたが、グリーンランド東部を中心に約5600万年前に火成活動を再開した。グリーンランドとヨーロッパの分裂を起こしたこの噴火により3000キロメートルに及ぶ海洋底拡大が起き、火成岩板が貫入した接触変成域には熱水噴出孔が形成された。熱水活動は187Os/186Os比や87Sr/86Sr比から重要性が指摘されている。これらの同位体比は現世（第四紀完新世）よりも低く、当時は海洋地殻と海水の相互作用や、熱水が海水の組成に及ぼす影響が大きかったことが示唆されている。この説では、200 - 2400ギガトンのメタンの放出が推定される。
一方でこの説にも問題点が指摘されている。メタンの起源が堆積物中有機物である場合、熱分解でメタンが多く生成されるほどそのδ13C値は全有機炭素のそれに近づくが、その場合は想定されているδ13Cを上回ってしまう。また、このような大規模火成活動の時間スケールは短くとも数十万年と推定され、急激に進行した温暖化極大には合致しないとも指摘されている。
海底有機物の酸化
インド亜大陸とアジア大陸の接近により、後にヒマラヤ山脈が形成される地域の海底に堆積していた有機物が酸化されたとする説。隆起により有機物が外洋から隔離されて地表に露出し、乾燥して酸化されて膨大な二酸化炭素を放出した可能性が考えられている。この説も大陸移動やそれに伴う数千ギガトンの有機物の乾燥・酸化の時間スケールと温暖化の時間スケールが一致しないほか、地質学的な証拠が得られていないという問題点がある。
陸上有機物の酸化
中期 - 後期暁新世に埋没した泥炭が火災により燃焼して膨大な二酸化炭素を生じたとする説。しかし全球的な温暖化を引き起こすには偶然により発生する泥炭火災が汎世界的かつ同時的に起こらなくてはならない（2.5‰のCIE幅を再現するために5000ギガトン以上の炭素が必要）こと、そして地下の泥炭まで燃焼させるような自然火災の痕跡が確認されていないことから、可能性は高くない。
彗星の衝突
12Cを多く含む彗星が地球に衝突して温暖化現象が始まったとする説。P/E境界に彗星が衝突したとすると、スペイン北部のスマイアでのイリジウム異常、ニュージャージー州の海岸棚に突然現れた磁性ナノ粒子を多く含むカオリナイト質の粘土、特に炭素同位体比変動と気温の最大値がほぼ同時であったことなど、温暖化極大に関連する特徴を説明できる。大気と海洋表層に瞬時に影響し、遅れて深海に影響を及ぼすことも期待される。
この説にも指摘がなされている。衝突直後に堆積したとされる厚さ9メートルの異常な粘土層は異常な量のマグネタイトを含んでいるが、このマグネタイト形成を彗星衝突の結果とするには形成が遅すぎ、バクテリアによって生成されたことも判明している。ただし、後の研究では非生物起源の孤立した粒子が磁性粒子の大部分を占めていることが示された。また、2016年のScience誌の報告では、アメリカ合衆国東部の大西洋縁に分布する暁新世 - 始新世境界の海成層から3つの衝突放出物が発見されており、同位体比変動の際に地球外からの衝突が起こったことを示している。発見されたケイ酸塩ガラスの球体は、マイクロテクタイトとマイクロクリスタイトとして同定された。

## 進行
温暖化極大の初期について、二酸化炭素が海水に溶けて海洋の酸性化を起こし、炭酸塩補償深度（CCD）と溶解躍層（リソクライン）が上昇、海底に堆積していた炭酸塩が溶解してさらに温暖化を促進するという、正のフィードバックが生じて温暖化が強化されたと提唱されている。CCDの上昇は全球的に深海底堆積物の炭酸塩含有量の低下をもたらした。太平洋や南極海での炭酸塩減少は部分的な程度に留まったが、大西洋やカリブ海ではほぼ完全に堆積が停止した。CCDは温暖化開始から数千年で上昇し、その後数万年をかけて元の深さに戻ったと推測される。
この炭酸塩の融解により、温暖化極大初期や直前の海底炭酸塩は溶解してしまっており、当時の記録は深海コアに保存されていない。掘削や生物擾乱の影響も考慮すると、当時の炭酸塩が保存されているのはCCD以浅の浅い遠洋や陸棚堆積盆などのコアに限られる。南半球高緯度のCCD以浅のコアからは三段階のδ13C値の負シフトが見られ、初期の負シフトほど顕著であることが示された。この解釈として、大気・海洋への炭素供給が複数回に及んでいる、炭酸塩の主な起源となったナノプランクトンの種の構成比率が変化している、再堆積・生物擾乱・溶解などによる二次的なノイズが入っているなどの主張が提唱されており、2008年時点では最後の仮説が有力視されている。ニュージャージー州の陸棚堆積物などから得られた単一固体の浮遊性有孔虫から得られたδ13C値は最初期に唯一最大かつ急激な負シフトを示しており、地質学的にはごく短期間の変動があったことが示唆されている。

## 規模
暁新世 - 始新世温暖化極大は、陸上植物由来の生命存在指標（バイオマーカー）や、陸上動物の歯のエナメル質、土壌炭酸塩、底生有孔虫殻の炭酸塩、海で形成された炭酸塩岩などのδ13Cの負シフト（CIE）から示唆されている。海洋の炭酸塩有機物から得られたCIE幅は2 - 3‰と推定されていたが、浮遊性有孔虫からは約3.5 - 4‰、植物バイオマーカーからは約5‰のCIEが示唆されており、2 - 3‰という推定値は過小評価されているという見解で合意が得られている。
真のCIE幅の規模を推定するための仮説として、堆積した炭酸塩の溶解や、あるいは炭酸塩の堆積しない時代があったことが考えられている。ただし、炭酸塩のギャップや、二次的なδ13Cの上書きを考慮しても、大気二酸化炭素の真の炭素同位体比の負シフトが植物バイオマーカーから示唆されるCIE幅と一致する場合、浮遊性有孔虫から示唆されるCIE幅との間に1.5‰の差が存在する。このため、以下の3つの仮説が提唱されている。
- 植物由来のδ13C値は大気のδ13C値よりも大きく負に傾く。
  - 植物生理の変化に起因する。温暖化に伴う湿潤化により光合成の際の同位体分別が大きくなる[1]。
  - 植物群集の変化に起因する。ワイオミング州では湿潤化自体は確認されているが、その気候変化と負シフトが対応していない。温暖化極大前後の植物相は針葉樹と双子葉類がそれぞれ約75%と約25%を占めていたが、極大期中は双子葉類がほぼ100%を占めていた。相対的にδ13C値の小さい被子植物が卓越したため、実際の負シフトよりもさらに負に傾いたδ13C値が記録される[1]。
- 植物由来のCIE幅が大気のCIE幅を反映している。
  - 現世の裸子植物と被子植物で見られるCIE幅は、現在の大気中の低二酸化炭素濃度条件下での水利用効率の差に起因しており、二酸化炭素濃度の高い古第三紀では差は大きくはなかったとする。また、北極海のロモノソフ海嶺から得られた水素同位体比や気候シミュレーションからは、乾燥気候から湿潤気候への移行は示されていない[1]。

2007年には、植物生理変化説と植物が真のCIE幅を反映している説の両方を採用した仮説が提唱された。これは、北極海で採取された針葉樹由来バイオマーカーのCIE幅が約3‰、被子植物由来トリテルパンのCIE幅が約6‰であったことに基づき、針葉樹では大気と同じδ13C値変動が記録され、被子植物では温暖化・湿潤化による生理変化に伴ってCIE幅が大きくなったとするものである。

## 影響
海洋底掘削で得られた浮遊性有孔虫の殻より得られたホウ素の同位体比から、当時の海洋のpHひいては大気二酸化炭素濃度を推定できる。それに基づくと、暁新世から始新世の大気二酸化炭素濃度は2000ppmvで、新第三紀中新世以降の濃度である約300ppmvの約6倍であった。テトラエーテル脂質温度計での測定によると、南極で約4℃、南半球中緯度で約1 - 4℃、北半球中緯度で約5 - 8℃、北極で約5℃の温度上昇が見られている。
後期暁新世末には、白亜紀から支配的であったベラスコ型底生有孔虫群集の20 - 40%が絶滅した。これは陸上の温暖化により降水量が増大し、表層水の塩濃度が低下して密度差が小さくなり、海洋の熱塩循環が停滞したことによるとされる。なお、地表の温暖化から有孔虫の絶滅までは3000年のタイムラグがあったと指摘されており、これは循環停滞までの時間として合理的である。温暖化極大後の底生有孔虫は、安定的であったそれまでの環境ではなく、新生代の不安定な海底環境に適応した。

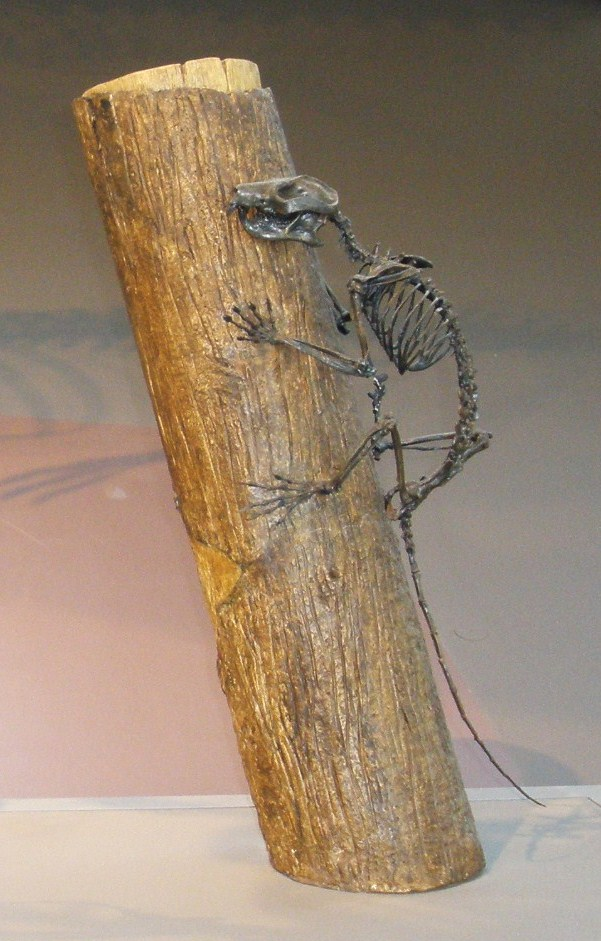
プレシアダピス

暁新世においてユーラシア大陸と北アメリカ大陸はベーリング陸橋で繋がっていたが、現在よりも7°程度高緯度に位置していたため極めて寒冷な気候であり、ベーリング陸橋を介した動植物の移動は困難であった。しかし温暖化極大によって全球的に熱帯気候や亜熱帯気候が拡大し、ベーリング陸橋にも亜熱帯の樹木が生育するようになると、陸橋を介した動物の移動が可能となった。この時代にアジアから北アメリカへ進出した動物では、肉歯目や齧歯目の哺乳類が代表的である。サウスダコタ鉱物技術大学のジョナサン・ブロックによると、繁殖力に長けた齧歯目は霊長目に近縁であるプレシアダピス目と生存競争を繰り広げ、その結果プレシアダピス目は果実や枝を掴みやすい母指対向性の獲得を促進された。

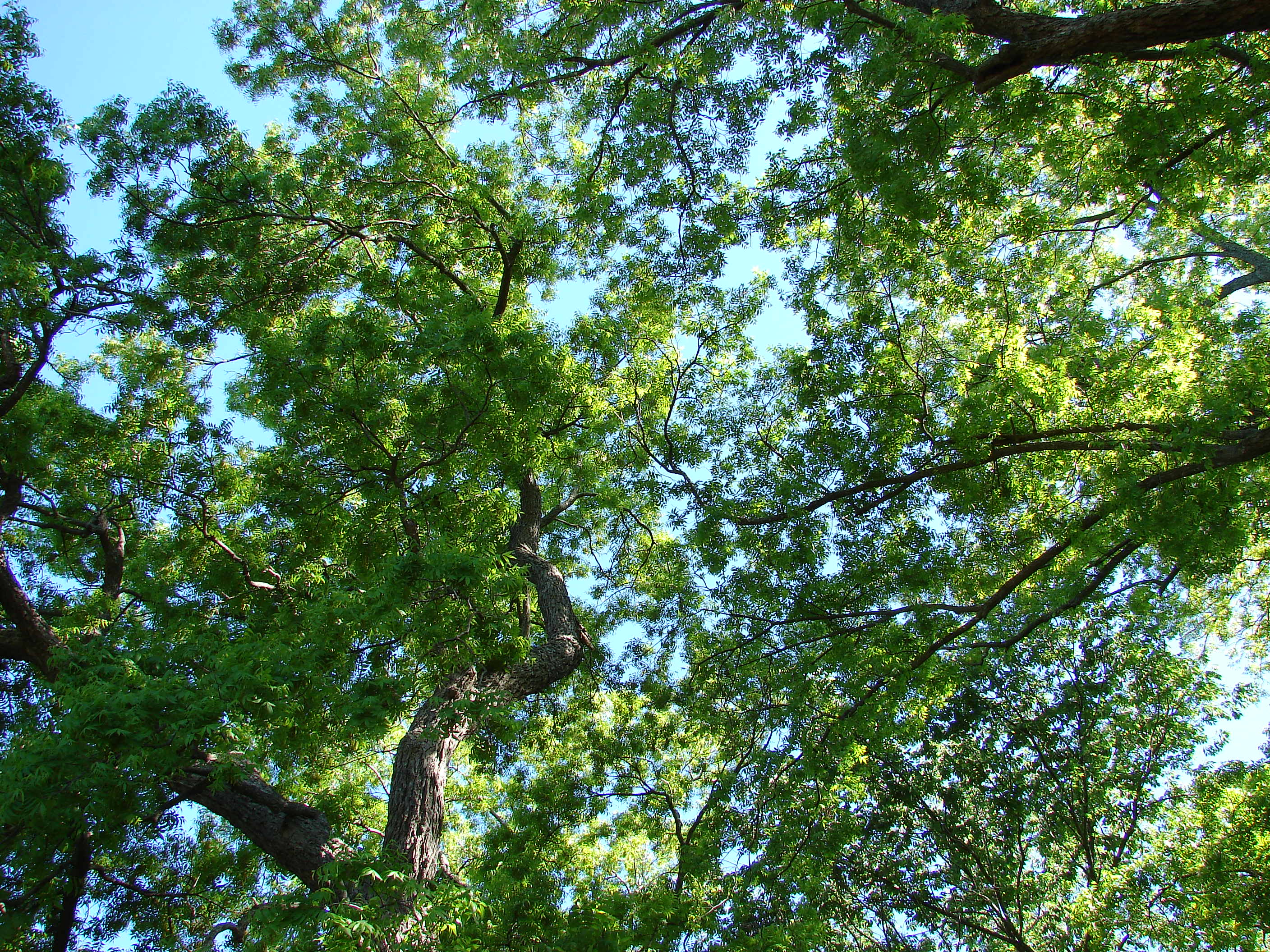
被子植物の林冠

温暖化に伴って地上の植生も変化し、針葉樹林から被子植物の森林へ変わり、熱帯雨林も形成された。被子植物は風を利用して花粉を運搬する裸子植物と異なり、昆虫やその他の動物を用いて受粉を行うこともできるため、被子植物による森林では密集した林冠を形成することが可能である。このため、大きく成長した被子植物の樹木による森林が発達したのである。当時の霊長類はこうした環境下で樹上生活に適応し、やがて枝間の距離を正確に測ることのできる立体視を獲得したと考えられている。

## 終息
温暖化極大が終息に向かうメカニズムとして、生物源重晶石（硫酸バリウム）の関与が考えられている。光合成により二酸化炭素から合成された有機物は分解を受けるが、その際に重晶石が生成されて沈降する。この生物源重晶石の量は炭素同位体比異常と連動して増大していることが判明している。大気・海洋の過剰な二酸化炭素は重晶石の生成過程で除去されると考えられており、温暖な気候から元の気候に戻す、負のフィードバックとして働いていたとされる。